# Agarest: Generations of War
Agarest: Generations of War, ou Agarest Senki (アガレスト戦記) au Japon, ou bien Record of Agarest War en Amérique du Nord, est un jeu vidéo de rôle tactique sur PlayStation 3. Le jeu provient d'une collaboration entre Idea Factory, Red Entertainment et Compile Heart. Une adaptation Xbox 360 est sorti au Japon le 27 novembre 2008.

## Système de jeu
L'histoire progresse à travers différents points tracés sur une carte. En visitant chaque point, le joueur doit combattre les créatures, terminer une quête, visiter une ville ou passer par une conversation pour avancer dans l'histoire et ainsi débloquer plus de points.
Le système de combat est un peu similaire à celui trouvé dans la série Growlanser. Il se joue comme un jeu de rôle tactique où chaque personnage a sa propre série de mouvements. Leur positionnement va favoriser la création de combos entre eux.
Le jeu comprend des éléments de "race d'âme" dans lequel le joueur crée un nouveau personnage en poursuivant une relation avec un personnage féminin. Le scénario du jeu s'étend sur cinq générations, chacune ayant un protagoniste masculin différent. Pour les quatre premières générations, le protagoniste épouse parmi trois de ses compagnes et leur fils devient alors le protagoniste de la génération suivante qui hérite les statistiques et les capacités de ses parents.

## Série
1. Agarest: Generations of War (2007, PlayStation 3, Xbox 360, Windows)
2. Agarest: Generations of War Zero (2009, PlayStation 3, Xbox 360, Windows)
3. Agarest: Generations of War 2 (2010, PlayStation 3, Windows)